# Vitali Ginsburg
Vitali Làzarevitx Ginsburg (en rus: Вита́лий Ла́заревич Ги́нзбург) (Moscou, 1916 - Moscou, 2009) fou un físic, astrofísic i professor universitari rus guardonat amb el Premi Nobel de Física l'any 2003 per les seves contribucions a la teoria dels superconductors i els superfluids.

## Biografia
Va néixer el 4 d'octubre de 1916 a la ciutat de Moscou. Va estudiar a la Universitat Estatal de Moscou, on es llicencià en física el 1938 i es doctorà el 1942. Des de l'any 1940, treballa a l'Institut Lebedev de Física de Moscou, institut pertanyent a l'Acadèmia Russa de Ciències, i fou entre els anys 1971 i 1988 successor d'Ígor Tamm al capdavant del Departament Teòric. Des de 1945, és professor a temps parcial de la Universitat Estatal de Nizhny Nóvgorod, i des de 1968 de l'Institut de Física i de Tecnologia de Moscou.
Des de 1971, és membre de la delegació estrangera de l'Acadèmia Americana d'Arts i Ciències; des del 1981, de l'Acadèmia Nacional Americana de Ciències; i des de 1987 de la Royal Society de Londres.
Morí el 8 de novembre de 2009 a Moscou (Rússia), a l'edat de 93 anys, a causa d'una aturada cardiorespiratòria, segons va manifestar Irina Presnyakova, portaveu de l'Acadèmia Russa de Ciències.

## Recerca científica
Els seus camps de recerca inclouen la física de la matèria condensada, la física del plasma i l'astrofísica. En matèria condensada, destaquen les seves contribucions a la teoria de la superconductivitat (desenvolupada amb Lev Davidovich Landau), transicions de fase i ferroelectricitat; en la física del plasma, la teoria de propagació d'ones, sincrotró i radiació de transició; i en astrofísica una teoria sobre l'origen dels raigs còsmics, així com la teoria d'emissió de ràdio dels púlsars.
Durant la dècada del 1950, va involucrar-se en el projecte soviètic de la bomba d'hidrogen.

## Premis i distincions
- Orde del Mèrit de 1a classe (4/10/2006) – per la seva destacada contribució al desenvolupament de la ciència nacional i molts anys de fructífera tasca
- Orde del Mèrit de 3a classe (3/10/1996) – per destacats èxits científics i la formació de personal qualificat
- Orde de Lenin
- Orde de la Bandera Roja del Treball (2)
- Orde de la Insígnia d'Honor (2)
- Medalla per la Tasca Meritòria durant la Gran Guerra patriòtica de 1941-1945
- Medalla d'Or Lomonóssov (1995) - pels èxits destacats en els camps de la física teòrica i l'astrofísica
- Medalla d'Or Vavilov (1995) - per una tasca destacada en la física, incloent-hi una sèrie d'articles sobre la teoria de la radiació de manera uniforme per fonts mòbils
- Premi Nobel de Física (2003) (compartit amb el seu compatriota Aleksei Alekséievitx Abrikóssov i el nord-americà Anthony James Leggett) - per la seva contribució pionera a la teoria de la superconductivitat i superfluïdesa
- Premi Wolf (1994/1995)
- Premi Lenin (1966)
- Premi Stalin (1953)